# Кампиметрия
Кампиметрията е клиничен метод за изследване на едноочното зрително поле в офталмологията. Понастоящем методът се използва рядко в ежедневната кабинетна практика поради високите технически изисквания (отделен тъмен кабинет), относителната недостоверност, субективност и навлизането на компютризираната автоматична периметрия.